# Unterseeboot 319
Le Unterseeboot 319 (ou U-319) est un sous-marin allemand (U-Boot) de type VII.C/41 utilisé par la Kriegsmarine (marine de guerre allemande) pendant la Seconde Guerre mondiale.

## Construction
L'U-319 est un sous-marin océanique de type VII.C/41. Construit dans les chantiers de Flender Werke AG à Lübeck, la quille du U-319 est posée le 18 novembre 1942 et il est lancé le 16 octobre 1943. L'U-319 entre en service 1,5 mois plus tard.

## Historique
Mis en service le 4 décembre 1943, l'Unterseeboot 319 reçoit sa formation de base à Stettin en Pologne au sein de la 4. Unterseebootsflottille jusqu'au 1er juin 1944, puis l'U-319 rejoint sa formation de combat toujours au sein de la 4. Unterseebootsflottille à Stettin.
L'U-319 effectue une patrouille, sous les ordres de l'Oberleutnant zur See Johannes Clemens, dans laquelle il ne coule, ni n'endommage de navire ennemi au cours de quinze jours en mer.
En vue de cette unique patrouille, il quitte Kiel le 12 juin 1944 pour rejoindre Stavanger en Norvège quatre jours plus tard, le 12 juin 1944.
Il réalise sa première patrouille en quittant Stavanger le 5 juillet 1944. Après onze jours en mer, l'U-319 est coulé le 15 juillet 1944 dans la Mer du Nord au sud-ouest de Lindesnes en Norvège, à la position géographique de 57° 40′ N, 5° 00′ E par des charges de profondeur lancées d'un bombardier Consolidated B-24 Liberator britannique (du Squadron 206/E). 
Les cinquante-et-un membres d'équipage meurent dans cette attaque. Les aviateurs du Liberator sont morts. L'avion n'est pas revenu à sa base, probablement abattu par les canons anti-aériens de l'U-Boot.

## Affectations successives
- 4. Unterseebootsflottille à Stettin du 4 décembre 1943 au 1er juin 1944 (entrainement)
- 4. Unterseebootsflottille à Stettin du 1er juin au 15 juillet 1944 (service actif)

## Commandement
- Oberleutnant zur See Johannes Clemens du 4 décembre 1943 au 15 juillet 1944

## Patrouilles
|       | Commandant             | Départ         | Départ    | Arrivée         | Arrivée   | Jours    | Succès |
| ----- | ---------------------- | -------------- | --------- | --------------- | --------- | -------- | ------ |
|       | Oblt. Johannes Clemens | 9 juin 1944    | Kiel      | 12 juin 1944    | Stavanger | 4 jours  |        |
| 1     | Oblt. Johannes Clemens | 5 juillet 1944 | Stavanger | 15 juillet 1944 | Coulé     | 11 jours |        |
| Total | Total                  | Total          | Total     | Total           | Total     | 15 jours | 0 t    |

Note : Oblt. = Oberleutnant zur See

### Opérations Wolfpack
L'U-319 n'a pas opéré avec les Wolfpacks (meute de loups) durant sa carrière opérationnelle.

## Navires coulés
L'Unterseeboot 319 n'a ni coulé, ni endommagé de navire ennemi au cours de l'unique patrouille (11 jours en mer) qu'il effectua.

### Source et bibliographie
- (en) Cet article est partiellement ou en totalité issu de l’article de Wikipédia en anglais intitulé « German submarine U-319 » (voir la liste des auteurs).
- Chris Bishop, historien militaire (trad. de l'anglais par Christian Muguet), Les sous-marins de la Kriegsmarine : 1939-1945 : le guide d'identification des sous-marins [« The spellmount submarine identification guide : Kriegsmarine U-boats 1939-1945 »], Paris, Éd. de Lodi, 2008, 192 p. (ISBN 978-2-84690-327-1, OCLC 470721805, BNF 41298980)